# Pleconax coniflora
Pleconax coniflora là loài thực vật có hoa thuộc họ Cẩm chướng. Loài này được Sourkova miêu tả khoa học đầu tiên.